# Distretto di Quishuar
Il distretto di Quishuar è uno dei sedici distretti della provincia di Tayacaja, in Perù. Si trova nella regione di Huancavelica e si estende su una superficie di 31.54 chilometri quadrati.